# Posnjakite
La posnjakite est un minéral de sulfate de cuivre hydraté de formule chimique Cu4(SO4)(OH)6·H2O. Elle a été découverte dans le gisement de tungstène de Nura-Taldy dans la région de Karaganda au Kazakhstan et décrite en 1967 et nommée en l'honneur du géochimiste Eugene Valdemar Posnjak (1888-1949).

## Gîtologie et gisements
La posnjakite est un minéral secondaire rare mais présent dans de nombreux sites dans les zones oxydées des gisements de sulfure de cuivre, généralement d'origine post-mine et visibles dans les scories. Elle est associée à la brochantite, la langite, la devilline, la serpiérite, la woodwardite, la wroewolféite, l'aurichalcite, l'azurite, la malachite et la chalcopyrite. Sa minéralisation peut être d'origine organique, bactérienne dans les dépotoirs miniers.
Elle s'est formée lors de la corrosion d'un joint en cuivre sur la ligne de faisceau du synchrotron australien MX1 Double Crystal Monochromator.

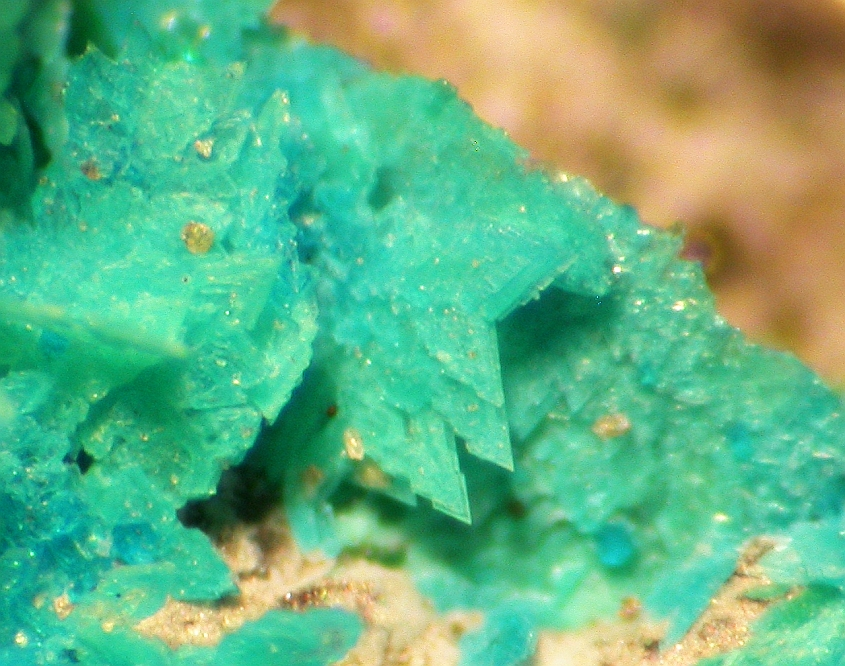
Spécimen de la mine d'Alte Buntekuh, Niederschelden en Allemagne. Largeur de champ : 4 mm.